# Boleslas Ier le Long
Pour les articles homonymes, voir Boleslas et Boleslas Ier.
Boleslas Ier le Long (en polonais : Bolesław I Wysoki), né vers 1127 et mort le 18 décembre 1201, est un prince polonais de la maison Piast, fils de Ladislas II le Banni et d’Agnès de Babenberg. Il fut duc de Silésie régnant à Wrocław de 1163 jusqu'à sa mort.

## Jeunesse
Boleslas est le fils aîné de Ladislas II le Banni (1105-1159), duc de Silésie et princeps de Pologne de 1138 jusqu'à son expulsion en 1146, et de son épouse Agnès de Babenberg († 1163), fille du margrave Léopold III d'Autriche. Il a deux frères cadets, Mieszko IV Jambes Mêlées et Conrad Ier, ainsi qu'une sœur, Richezza, qui allait se marier avec le roi Alphonse VII de León et Castille en 1152.

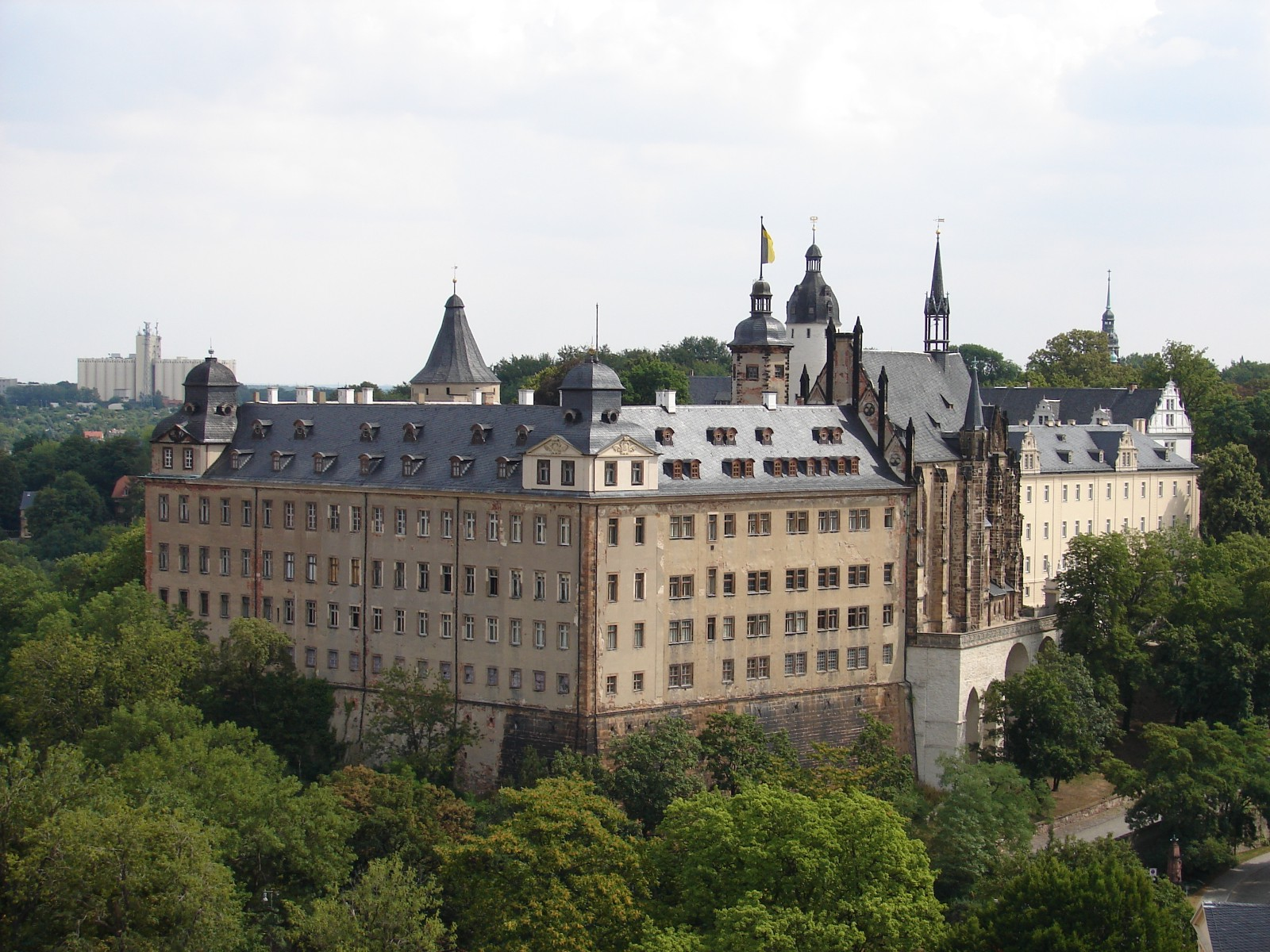
Le château d'Altenbourg.

En 1146, quand son père est chassé de Pologne après de longues querelles avec son demi-frère cadet Boleslas IV le Frisé, il l’accompagne dans son exil à la cour de Conrad III, roi des Romains, et passe son adolescence au palais impérial d’Altenbourg. En 1147, il suit Conrad III et son père dans la deuxième croisade en Terre sainte. 
Même après la mort du roi Conrad, Boleslas est resté fortement lié à la dynastie régnante des Hohenstaufen : en 1154-1155, il accompagne le neveu de celui-ci, Frédéric Barberousse, lors de son expédition romaine. Pendant le conflit avec le pape Alexandre III et la Ligue lombarde, il soutient l'empereur dans sa seconde campagne italienne de 1158 à 1162.

## Duc de Silésie
En août 1157 déjà, après un ultimatum exigeant le retour de Ladislas II, Frédéric Barberousse lançait l'invasion de la Pologne. Une armée de chevaliers thuringiens et saxons s'était rassemblée à Halle-sur-Saale ; ils se mettent en route pour Poznań où ils posent leurs conditions à Boleslas IV : la Silésie pour Ladislas II le Banni, de l’argent et des troupes pour la campagne militaire italienne de l'empereur. Boleslas IV reconnaît d'abord la suzeraineté du Saint-Empire, mais il annule le traité alors que Frédéric s'est rendu vers l'Italie l'année suivante.
C'est seulement en 1163, quatre ans après la mort de leur père, que Boleslas Ier le Long et Mieszko IV Jambes Mêlées ont pu revenir à la Pologne. Sous la menace d’une nouvelle attaque de l'empereur Frédéric, leur oncle Boleslas IV rend le duché de Silésie aux deux fils aînés de Ladislas II, tout en les obligeant à renoncer à tous leurs droits héréditaires au trône de la Pologne et tout en gardant le contrôle des villes importantes. 
Au début, Boleslas le Long et Mieszko régnèrent ensemble sur leur duché. Dès 1164, ils consolident leur pouvoir et expulsent les troupes de Boleslas IV. Dans les des années suivantes, ils résisteront à toutes les tentatives de Boleslas IV pour reprendre la Silésie.

## Rébellion deMieszkoIV

La Silésie après la première division en 1172, le duché de Racibórz est en jaune, le duché d'Opole en vert.

En 1172, toutefois, un litige a éclaté entre les deux frères et Mieszko IV Jambes Mêlées expulse Boleslas de Silésie. Celui-ci reçoit à nouveau l'aide de l'empereur germanique grâce à qui il récupère la Silésie, mais il est obligé de laisser la région de Racibórz en Haute-Silésie à Mieszko puis doit céder la région d’Opole à son fils aîné Iaroslav (en polonais : Jarosław). En échange de la suprématie sur la Silésie, il est probable que Boleslas doit payer un tribut à l’empereur.
Boleslas maintenait les domaines plus grands autour de Wrocław en Basse-Silésie. En sa qualité de tuteur de son frère cadet Conrad Ier, il administrait également le pays de Głogów. Déjà fondateur de l'abbaye de Lubiąż (en allemand : Leubus) en 1163, il autorise en 1175 des moines cisterciens de Pforta à coloniser la région sur l’Oder, et les exempte des impôts et charges qu’il peut exiger de ses sujets.

## Lutte pour le trône
Membre de la branche aînée des Piast, Boleslas n'avait jamais renoncé ses prétentions à la couronne de Pologne. Boleslas IV le Frisé était mort en 1173, et en 1177, son frère Mieszko III le Vieux doit s’enfuir de Cracovie à la suite du soulèvement des nobles de la Petite-Pologne, soutenus par Boleslas le Long qui rêve de lui succéder. Néanmoins, il ne parvient pas à monter sur le trône, Casimir II le Juste, frère cadet de Boleslas IV, devenant princeps à l’appel de l'aristocratie. De surcroît, Mieszko IV Jambes Mêlées, qui est un partisan de Mieszko le Vieux, renverse Boleslas ; Casimir II doit intervenir en Silésie pour rétablir son pouvoir.
Pour faire cesser les conflits internes, Casimir distribue les terres : il garde le duché de Cracovie, Odon, fils de Mieszko le Vieux, reçoit le duché de Grande-Pologne avec Poznań, Leszek reçoit la Cujavie. Boleslas Ier le Long, résidant à Wrocław, conserve la Silésie, lorsque son frère Mieszko Jambes Mêlées, duc de Racibórz, reçoit, des mains de son oncle, la seigneurie sur les territoires de la Petite-Pologne autour de Bytom, d'Oświęcim, de Zator, de Siewierz et de Pszczyna ; Głogów est confirmé comme propriété de Conrad Ier.
Après que Boleslas a désigné comme héritier son fils Henri Ier, Iaroslav, né du premier mariage, se révolte avec le concours de son oncle Mieszko III le Vieux ; en 1180, son père se voit contraint de lui laisser le fief d'Opole à vie. À partir de 1181, Boleslas Ier le Long, Mieszko III et la noblesse de Silésie s’allient contre Casimir II.

## Fin
En 1198, afin de protéger son duché de la convoitise des autres Piast, il s’adresse au pape Innocent III pour lui demander sa protection. Il se réconcilie avec son fils Iaroslav qu’il arrive à faire nommer évêque de Wrocław. À la mort de Iaroslav, le 22 mars 1201, Boleslas récupère le duché d'Opole qu'il réunit à ses terres.
Boleslas Ier survit neuf mois à son fils et décède le 7 ou le 8 décembre 1201. Henri Ier le Barbu, dernier fils encore vivant, lui succède en Silésie. L'année suivante déjà, son oncle Mieszko IV Jambes Mêlées occupe le territoire d'Opole, unifiant ainsi toute la Haute-Silésie sous le nom du duché-uni d'Opole-Racibórz. 

## Mariages et enfants

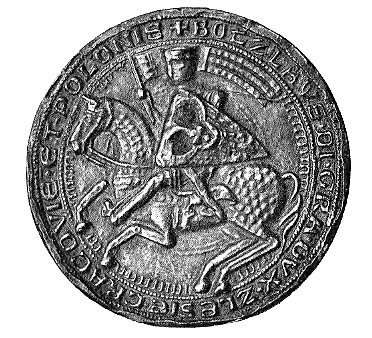
Fac-similé d'un sceau de Boleslas.

En 1142, son père le marie à Zwienisława de Tchernigov (morte vers 1155/1160), fille de Vsevolod II Olegovitch, grand-prince de Kiev. Ils eurent 2 enfants :
1. Iaroslav (entre 1143 et 1160 – 22 mars 1201) duc d'Opole et évêque de Wrocław ;
2. Olga (morte le 27 juin 1175 – 1180).

En 1157, Boleslas épouse en secondes noces Christine (morte le 21 février 1204-1208), une princesse allemande. Ils eurent 7 enfants :
1. Boleslaw (1157-1163 - 18 juillet 1175-1181) ;
2. Adelaide Zbyslava (ap. 1165 - 29 mars ap. 1213), mariée en 1177-1182 à Děpold III de Bohême ;
3. Conrad (1158-1168 - mort le 5 juillet 1175-1190) ;
4. Jean (1161-1169 - av. le 10 mars 1174) ;
5. Berta (v. 1167 - 7 mai ap. 1200 ?) ;
6. Henri Ier le Barbu (1165-1170 - 19 mars 1238 à Krosno Odrzanskie) ;
7. Władysław (ap. 1180 - 4 juin 1199).